# Revisionismo storiografico
(Napoleone Bonaparte, Memorie)
Il revisionismo storiografico, nella storiografia, è il riesame critico di fatti storici sulla base di nuove evidenze o di una diversa interpretazione delle informazioni esistenti, considerando tutte le parti politiche e sociali in causa come testimoni importanti. L'uso negativo del termine revisionismo si riferisce invece alla manipolazione della storia per scopi politici. Inoltre occorre non confondere il revisionismo a tutti gli effetti con la pseudostoria, il revisionismo politico, il negazionismo e le teorie del complotto.

## Descrizione
Gli storici che lavorano all'interno dello establishment esistente ed hanno un corpus di lavori che gli hanno conferito autorevolezza, spesso non hanno interesse in ipotesi revisioniste, e ciò si traduce nel mantenimento dello status quo. Questo può essere considerato come un paradigma accettato, che in taluni circoli può diventare una denuncia contro ogni forma di revisionismo.
Se c'è un modo consolidato di vedere determinati eventi storici che si è mantenuto tale nel tempo, potrebbe non esserci interesse ad ulteriori ricerche. Molti degli storici che compiono analisti revisioniste sono motivati da un genuino desiderio per educare ad una storiografia corretta. Ma diverse scoperte sono derivate dalla ricerca di uomini e donne che sono stati curiosi a sufficienza per rivedere certi eventi storici esplorandoli a fondo da nuove prospettive.
Gli storici, come tutta l'umanità, sono inesorabilmente influenzati dallo spirito del tempo (Zeitgeist). Lo sviluppo in altre aree accademiche, culturali, politiche, tutto concorre a formare il modello corrente ed accettato delle linee correnti della storia (il paradigma consolidato). Con il passare del tempo queste influenze possono cambiare, evolvere, modificarsi, così la prospettiva degli storici sulla spiegazione degli eventi. Il vecchio consenso potrebbe non essere più sufficiente per spiegare come e perché certi eventi sono occorsi in passato, e così il modello consolidato viene revisionato nelle nuove prospettive. Alcune delle influenze sugli storici che possono evolvere e modificarsi nel tempo, possono essere:
- Sviluppo in altre aree accademiche: l'analisi del DNA ha avuto un certo impatto in diverse aree della storiografia, da un lato confermando ipotesi consolidate e dall'altro presentando nuove prove che minano le spiegazioni accettate. Ad esempio l'archeologo e antropologo britannico Andrew Sherrat ha pubblicato lavori sul consumo di sostanze psicoattive nelle società preistoriche.[2]. La datazione al carbonio, l'analisi di nuclei di ghiaccio, degli anelli di accrescimento degli alberi e la misurazione degli isotopo di ossigeno nelle ossa, hanno fornito, negli ultimi decenni, nuovi dati su cui formulare nuove ipotesi.
- Linguaggio: per esempio il rendersi disponibili agli storici di documenti in altre lingue, ha permesso di rivedere teorie alla luce di nuove fonti.
- Nazionalismi: L'importanza di dati eventi può avere importanza relativa a seconda della prospettiva nazionale. Ad esempio la battaglia di Waterloo ha ruolo notevole nei libri di testo europei, mentre la percezione della sua importanza diminuisce fuori dai confini d'Europa. Altresì anche il nome di eventi, in particolare conflitti, assume un significato politico o nazionale. Ad esempio per riferirsi alla guerra d'indipendenza americana si parlerà di American War of Independence negli Stati Uniti, e di American Revolutionary War (guerra di rivoluzione americana), nel Regno Unito. Questo nonostante si parli la stessa lingua in entrambi i paesi. Analogamente per la guerra d'indipendenza irlandese: Irish War of Independence in Irlanda, diventa Anglo-Irish War, guerra anglo-irlandese nel Regno Unito. Come cambia l'idea nazionale da paese a paese, così sono influenzate le aree della storiografia guidate dalle stesse idee.
- Cultura: per esempio quando il regionalismo ha acquisito maggior importanza nel Regno Unito, alcuni storici hanno suggerito che il termine English Civil War (guerra civile inglese) sia troppo anglocentrico e per comprendere meglio il conflitto, ad eventi che prima erano considerati periferici vada attribuita maggiore importanza. Storici come, Jane Ohlmeyer, hanno così suggerito che la guerra civile inglese rappresenti solo uno, seppur preminente, tra i conflitti inclusi nella definizione Wars of the Three Kingdoms (guerre dei tre regni).
- Ideologie: per esempio durante gli anni quaranta si diffuse la scuola di pensiero che interpretava la guerra civile inglese da un punto di vista marxista. Per usare le parole di Christopher Hill, che introdusse questa nuova prospettiva preferendo la notazione rivoluzione inglese, la Guerra Civile fu una guerra di classe. L'influenza di questa interpretazione è andata scomparendo e negli anni settanta venne duramente attaccata da una nuova scuola di revisionisti, ed è considerata ormai sorpassata come spiegazione consolidata degli eventi della metà del XVII secolo nelle isole britanniche.
- Causalità e storiografia: le cause nella storia sono spesso revisionate da nuove ricerche. Ad esempio, a metà del XX secolo la rivoluzione francese era considerata come il risultato della trionfante ascesa di una nuova classe media. Le ricerche compiute negli anni sessanta da storici come Alfred Cobban e François Furet rivelarono che la situazione sociale era molto più complessa e le domande sulle vere cause della rivoluzione sono ora molto dibattute.
- Accesso a nuove informazioni: quando sono scoperti o pubblicizzati nuovi documenti si possono avere nuove prospettive su eventi ben noti. Spesso, soprattutto per eventi in tempi recenti, archivi possono essere secretati dai governi, sia per motivi politici che per motivi di sicurezza nazionale. Quando questi archivi sono aperti possono arrivare a cambiare la prospettiva su eventi storici. Ad esempio con l'apertura degli archivi su ULTRA negli anni settanta, vennero riviste molte delle ipotesi sulle decisioni dell'alto comando alleato, in particolare sulla seconda battaglia dell'Atlantico. Questi stessi archivi hanno provveduto anche a revisionare la storia dei computer[3]

## Esempi di revisionismo
Di seguito alcuni esempi di revisionismo storiografico.

### Antichità
Parte della storiografia ha riveduto molti miti sull'antichità, spesso tramandati anche dalla cultura di massa, oltre che dagli storici antichi (talvolta con intenti politici, come in Svetonio). La rivalutazione dell'età antica è cominciata a partire dal Rinascimento, con la riscoperta di testi e fonti, mentre in tempi recenti ci si è dedicati alla decostruzione di credenze diffuse.

#### Schiavitù nell'Antico Egitto
Basandosi sulle teorie di studiosi greci antichi come Erodoto o su racconti come l'Esodo della Bibbia, con resoconti scritti molti anni dopo la costruzione dei monumenti, si credette a lungo che le piramidi egizie e i monumenti dell'Antico Egitto fossero stati costruiti grazie al lavoro degli schiavi. Al giorno d'oggi gli archeologi credono che, almeno, la grande piramide di Giza fu costruita da decine di migliaia di operai specializzati (talvolta anche contadini durante le piene del Nilo) che si accamparono nei pressi della piramide lavorando in cambio di un salario, o come forma di pagamento delle tasse (tributi) fino al completamento dell'opera; questo sarebbe dimostrato dall'esistenza dei cimiteri degli operai scoperti nel 1990 dagli archeologi Zahi Hawass e Mark Lehner. Per la piramide di Amenemhat II, risalente al Medio Regno, esistono prove dell'utilizzo di stranieri provenienti dalla Palestina, come descritto sulla pietra tombale del re.

#### Roma antica
Diversi storici si sono occupati di approfondire e talvolta rivalutare figure storiche di imperatori e politici di Roma antica, denigrate dai contemporanei, in maniera ritenuta eccessiva, come Catilina, Caligola, Nerone, Commodo, Eliogabalo, Tiberio o Flavio Claudio Giuliano. Allo stesso modo sono state smentite alcune leggende, talvolta frutto della propaganda degli stessi imperatori, come alcune su Augusto.
Altri storici si sono concentrati su aspetti della vita dei romani. Ad esempio si è scoperto che non tutti i gladiatori erano schiavi: alcuni erano difatti avventurieri che, come per gli aurighi, intraprendevano questa pericolosa carriera per ottenere fama e denaro. Inoltre alcuni combattimenti erano simulati ("lusio") e non si concludevano per forza con la morte del gladiatore perdente. Anche il famoso gesto del pollice verso è stato appurato essere un falso storico, alimentato da quadri di epoca ottocentesca e da film hollywoodiani.
Studi sono stati condotti sulla pratica della crocifissione, scoprendo, anche sulla base di dati archeologici, che probabilmente non veniva usata la croce latina ma la croce di Sant'Andrea (forse la confusione iconografica fu dovuta al simbolo solare adottato da Costantino, in origine una croce greca).

### Medioevo
Storici come Alessandro Barbero e Franco Cardini hanno rivisto diversi miti sul Medioevo (talvolta di origine illuminista o più spesso romantico-romanzesca ottocentesca), che persistevano ancora nella storiografia.

#### La fine dell'antichità e l'inizio del Medioevo
Si è sottolineata la contiguità della tarda antichità greco-romana con l'alto medioevo, mentre precedentemente si tendeva a considerare il V secolo come uno spartiacque, cosa del tutto arbitraria e posteriore. Infatti la deposizione di Romolo Augusto (476) non segnò la fine della romanità ma fu solo un atto politico-amministrativo simbolico, in quanto già da almeno una sessantina d'anni - ad esempio dal sacco di Roma (410) di Alarico - il potere imperiale centrale, romano occidentale, era in crisi, poiché soggetto ai generali romano-barbarici, i cosiddetti magister militum (come Alarico stesso) che detenevano il potere reale. Da due secoli la situazione era cambiata e comunque un'identità romana durerà in Occidente (fondendosi con la cultura dei barbari civilizzati e venendo restaurata politicamente anche se brevemente da Giustiniano di Bisanzio), almeno fino al IX secolo. L'ipotesi di una "decadenza" e del "tramonto" veloci dell'antichità è stata quindi abbandonata in favore di quella della "trasformazione graduale" del mondo antico, che si tramutò lentamente in quello che, secoli dopo, verrà chiamato "Medioevo" (cioè età di mezzo, tra antichità e modernità) dalla storiografia.

#### Rivalutazione storica del periodo e rimozione di miti popolari
Si è rivalutata, con una tendenza iniziata nel XIX secolo, l'importanza del Medioevo sulla formazione del Rinascimento e dell'età moderna, nonché la sua influenza sulla cultura successiva; la maggior parte degli studiosi ormai ritiene che nel Medioevo gli istruiti non credessero alla terra piatta. Scuole di pensiero, in particolare legate a studiosi di area cattolica, sostengono che fossero enfatizzate in maniera spropositata le cacce alle streghe e l'inquisizione. Viene anche negato che vigesse lo ius primae noctis o fossero usate le cinture di castità o strumenti come la vergine di Norimberga. Anche le crociate sono state spesso al centro di questo revisionismo, così come la reale importanza della vittoria cristiano-europea nella battaglia di Lepanto (avvenuta in età moderna, nel 1571, ma talvolta inclusa negli studi medievalistici), secondo Barbero sopravvalutata in quanto la flotta dell'impero ottomano era ormai in decadenza.

##### I "secoli bui"
L'analisi di testi non latini, come quelli gallesi, gaelici, le saghe, la loro aggiunta sulle conoscenze canoniche del periodo e il rinvenimento di nuove evidenze archeologiche, hanno ulteriormente messo in discussione la definizione di secoli bui, tradizionalmente impiegata per descrivere l'alto Medioevo.

#### Feudalesimo
Il concetto di feudalesimo, specie la sua cosiddetta "invenzione" ad opera di Carlo Magno, è stato sottoposto a diverse revisioni. In particolare a partire dagli anni settanta alcuni revisionisti, a partire da Elizabeth A. R. Brown ed in seguito da Susan Reynolds, hanno completamente rifiutato il concetto, considerandolo un anacronismo che fornisce un falso senso di uniformità, e sostenendo che non debba essere utilizzato. Il governo feudale acquisì inoltre le caratteristiche difettive con cui si è abituati a fare ad esso riferimento a partire dalla metà del XVIII secolo, cioè in piena età illuministica. Alfonso Longo, ad esempio, che nel 1773 succedette a Cesare Beccaria nella cattedra di Istituzioni civili ed economiche a Milano (il cui corso, mai pubblicato, fu poi recuperato in volume), lo definisce una forma di governo "tutta imperfetta nelle sue parti, erronea nei principii e disordinata nei mezzi". E, in effetti, fu sempre considerata cardinale dagli Illuministi l'interezza della sovranità, mentre, soprattutto a partire dal Capitolare di Quierzy (877), la sicurezza del possesso del feudo rese più lassi i vassalli e più disposti a seguire il proprio arbitrio, assecondando l'inosservanza delle leggi in favore della forza, svuotando di potere i tribunali, opprimendo il popolo.

#### La battaglia di Azincourt
Nella battaglia di Azincourt per secoli si è ritenuto che l'esercito inglese sconfisse il più numeroso esercito francese, che lo sorpassava in un rapporto 4 a 1. Recenti ricerche ad opera di Anne Curry, facendo riferimento alle cronache ufficiali, hanno contestato questa versione, sostenendo che i francesi sorpassavano sì gli inglesi, ma solo di 12.000 uomini contro 8.000. Se verificato il numero potrebbe essere stato esagerato per motivi patriottici dagli inglesi.

### Alchimia
Gli storici della scienza stanno dando una nuova prospettiva all'alchimia, argomento fino a poco tempo fa relegato al "convertire il piombo in oro", più vicino a magia e misticismo piuttosto che alla scienza. Comunque si è avuta una ripresa degli studi su questo argomento, che hanno fornito, almeno ad una parte dell'alchimia, una nuova interpretazione, che la fa diventare determinante nell'emergere della moderna chimica come scienza.

### Scoperta del nuovo mondo
Nel raccontare la colonizzazione europea delle Americhe i libri di storia del passato dedicavano poca o nulla attenzione alle popolazioni indigene americane, limitandosi a citarli di passaggio, senza fornire alcun tentativo per comprendere gli eventi dal loro punto di vista. Questo era riflesso nel presentare Cristoforo Colombo come lo Scopritore dell'America. La realtà e la rappresentazione dei fatti sono stati ampiamente revisionati, ed ora l'impatto della esplorazione e colonizzazione europea sulle popolazioni locali è largamente condiviso. Oggi, nella prospettiva storiografica più comune, il termine "scoperta delle Americhe" è sempre accompagnato da virgolette, anche perché i primi europei a scoprire l'America furono i vichinghi molti secoli prima.

#### Storia dei nativi americani
La percezione delle guerre indiane e della conquista europea come un genocidio è un dato storiografico assunto di recente. Per lungo tempo lo sterminio dei nativi – anche quello scientifico e voluto esplicitamente – venne ignorato o sottovalutato dalla storiografia ufficiale, perlomeno fino alla metà del XX secolo.
Franco Cardini ha sottolineato invece, a discapito della storiografia che vorrebbe la conversione forzata degli indigeni e la distruzione della loro cultura da parte dei cattolici spagnoli, che i missionari cattolici e i papi stessi si schierarono sempre a loro difesa, contro gli abusi dei conquistadores.

### Schiavitù ed afroamericani
Nei periodi in cui la schiavitù era pratica accettata, l'ineguaglianza era riflessa nella storiografia dell'epoca. Un esempio è nello studio dell'Era della Ricostruzione, dove l'interpretazione revisionista degli eventi ha completamente sostituito l'interpretazione della Dunning School.
Inoltre un paradigma maggiormente afrocentrista è andato via via assumendo maggiore importanza nello studio della schiavitù nel nuovo mondo, anche per quanto riguarda valori, credenze e tradizioni degli afroamericani, enfatizzando la continuità con le culture africane.

### Inquisizione cattolica
Storici come Edward Peters ed Henry Kamen, ma anche Franco Cardini, hanno cercato di ridimensionare l'aspetto negativo che l'Inquisizione ebbe, ritenendo che esista un pregiudizio illuminista di fondo delle ricostruzioni storiche classiche.
Tale teoria è stata anche definita come leggenda nera dell'Inquisizione o "del secolo dell'intolleranza"; secondo Peters e Kamen i dati storici sull'Inquisizione sarebbero stati distorti a opera di ambienti protestanti e, a seguire, illuministi, a partire almeno dal XVI secolo, con l'obiettivo di screditare l'immagine dell'Impero spagnolo al fine di limitarne l'influenza politica.
Si afferma che l'Inquisizione sia stata molto meno violenta e crudele di quanto generalmente si reputi, mentre il mainstream storiografico sostiene che, i dati storici dimostrino l'opposto.
Questa teoria è stata duramente avversata da diversi storici e intellettuali, come Italo Mereu, Giuseppe Pitrè, Leonardo Sciascia, Karlheinz Deschner, Guy Bechtel, a cui si aggiunge Adriano Prosperi.

### Risorgimento italiano
Anche il periodo risorgimentale così come è conosciuto è stato soggetto negli ultimi anni a critiche da parte di alcune opere di revisione. Nonostante prime riletture risalgano già a fine ottocento con l'apporto di studiosi come Alfredo Oriani, Francesco Saverio Nitti e Antonio Gramsci, il revisionismo del Risorgimento riprese vigore dopo la caduta del fascismo, per diventare oggetto di studio nel mondo accademico con Denis Mack Smith, Christopher Duggan e Martin Clark e strumento di supporto a tesi politiche antirisorgimentali da parte di scrittori come Pino Aprile, Carlo Alianello, Michele Topa, Nicola Zitara, Gigi Di Fiore e Tommaso Pedio. Talvolta tale revisionismo è stato utilizzato anche in maniera strumentale, come da parte della storiografia di area cattolica tradizionalista o neoborbonica.
Nonostante vi siano alcune discordanze tra vari studiosi, i punti maggiormente sviluppati dai revisionisti risorgimentali sono:
- Le annessioni degli stati preunitari sarebbero avvenute senza dichiarazione di guerra,[27] e ritenute da costoro principalmente finalizzate al ripianamento del deficit finanziario del Regno di Sardegna.[28]
- L'asserita assenza di un sentimento patriottico tra le masse popolari durante il processo di unificazione, poiché solo una ristretta élite culturale avrebbe avuto coscienza ed orgoglio del proprio passato.[29] Secondo la critica revisionista, il valore unitario fu supportato machiavellicamente solo dai ceti benestanti, per mantenere propri privilegi e posizioni sociali.[30]
- Rivalutazione delle condizioni socio-economiche del Regno delle Due Sicilie, considerato dalla storiografia "ufficiale" uno Stato arretrato.[31]
- Il ruolo delle potenze straniere (Gran Bretagna in primis) nel processo di unificazione, considerato un'operazione di complotto contro il regno borbonico per vecchi dissapori diplomatici ed interessi economici, soprattutto per quanto concerne la flotta mercantile e militare napoletana (che secondo questa versione sarebbe la terza più grande del mondo) e l'industria siderurgica e tessile, che avrebbero reso il Regno delle due Sicilie, non solo una spina nel fianco, ma un potente rivale economico.[32]
- Rivisitazione della spedizione dei Mille: Giuseppe Garibaldi avrebbe raggiunto il suo obiettivo non tanto per il suo valore militare quanto per i finanziamenti ricevuti dall'Inghilterra e dalla massoneria, che, secondo alcuni tra i revisionisti, avrebbero anche permesso di pagare un esercito di ben 22 000 mercenari e la corruzione di alcuni tra gli ufficiali borbonici[33] e delle mafie.[34]
- Lo svolgimento dei plebisciti d'annessione, eseguiti in maniera illecita secondo questi studiosi.[35]
- La rivalutazione del brigantaggio postunitario, visto da alcuni revisionisti come una lotta di resistenza partigiana,[36] nonché la denuncia della sua cruenta repressione, che fu condannata anche da esponenti liberali del neogoverno italiano e dallo stesso Garibaldi.

### Fascismo e Resistenza
Secondo lo storico italiano Emilio Gentile non è mai venuta meno in Italia la tentazione di "defascistizzare" il fascismo italiano, ovvero di negare il carattere totalitario del Ventennio (rivelatrice di tali atteggiamenti totalitari sarebbe per esempio il mito dell'Uomo nuovo nella storiografia anche recente, mito invero creato dal fascismo con intenti pseudorivoluzionari). Tale tentativo si traveste spesso nel ridurre il fascismo al cosiddetto "mussolinismo", ovvero alla vicenda politica del duce, svuotando il fascismo degli stessi fascisti.
Pubblicazioni sulla Resistenza italiana, sul fascismo e la guerra civile del 1943-45 sono stati spesso tacciati di volontà revisionista e rivalutativa verso il regime mussoliniano.
Studi considerati revisionisti, a vario titolo, sono quelli di Renzo De Felice, Giorgio Pisanò (in senso più politicizzato), Ernesto Galli Della Loggia, Giordano Bruno Guerri e Giampaolo Pansa.

#### Renzo De Felice
Il revisionismo di Renzo De Felice e degli storici che a lui si rifanno (tra i maggiori storici attuali, ad esempio il suo ex studente Giovanni Sabbatucci, più che il citato Emilio Gentile che ha intrapreso una propria strada storiografica; Sabbatucci sostiene l'ipotesi del "totalitarismo imperfetto") intende, senza negare la dittatura e le sue colpe maggiori (come la guerra, l'abolizione della libertà di stampa e le leggi razziali), rivedere il giudizio storico tradizionale sul fascismo (quello di una semplice "malattia morale", proposta da Benedetto Croce o quella di un comune regime reazionario e "borghese", proposta dai marxisti), sottolineando, fra l'altro, il consenso raggiunto dal regime fascista, soprattutto fra il 1929 e il 1936, nella società italiana. La definizione di tale interpretazione come "revisionismo" (scevro di ogni intento filofascista), tuttavia, è essenzialmente limitata all'ambito culturale italiano, essendo il termine revisionismo riferibile in genere ad ambiti più vasti e differenziati in sede di dibattito storico internazionale.

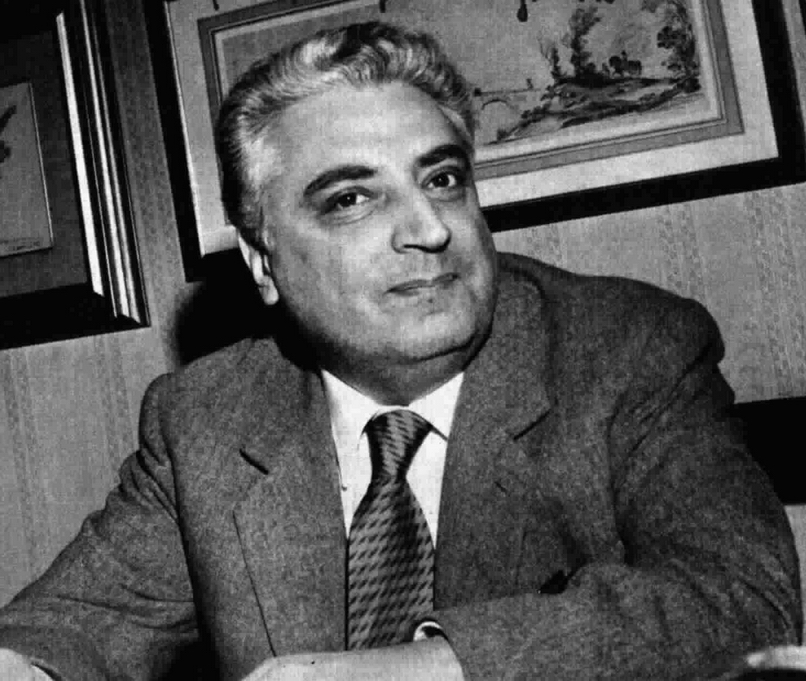
Renzo De Felice

De Felice è stato inizialmente molto contestato, pur essendo oggi considerato il maggior storico del Ventennio; quando pubblicò il primo volume della nota biografia di Mussolini, la storiografia e la cultura italiane erano divise da barriere ancora molto rigide e una ricerca che contraddicesse l'interpretazione storiografica prevalente del fascismo, di Mussolini e della guerra di liberazione, si esponeva a forti critiche e pesanti polemiche; lo storico venne accusato da sinistra di giustificare il fascismo e di eccessiva adesione al personaggio oggetto del suo lavoro.
D'altra parte, le sue ricerche, poi riconosciute da buona parte degli accademici come generalmente serie e scrupolosamente documentate, furono spesso piegate (con evidenti forzature delle tesi defeliciane) dai seguaci delle teorie più politicizzate al fine di negare le responsabilità storiche del fascismo.
In definitiva il lavoro svolto da De Felice permise l'inizio di un nuovo modo di porsi riguardo allo studio degli anni del fascismo, affrancando quest'ultimo "dagli stereotipi e dalle secche dell'antifascismo di maniera"..

#### Giorgio Pisanò
Pisanò era invece un dichiarato ammiratore del fascismo e le sue ricerche furono per molto tempo confinate nell'area della destra; fu autore di diverse pubblicazioni sulla Repubblica Sociale Italiana come Sangue chiama sangue, La generazione che non si è arresa, Storia della guerra civile in Italia, 1943-1945, Il triangolo della morte e Gli ultimi cinque secondi di Mussolini.

#### Giampaolo Pansa
Il giornalista Giampaolo Pansa, allievo di Alessandro Galante Garrone, ha invece dato adito a infuocate polemiche nei confronti dei suoi saggi storici e romanzi e accusato di voler "rivalutare il fascismo" in maniera da apparire però neutrale, cosa da lui respinta.

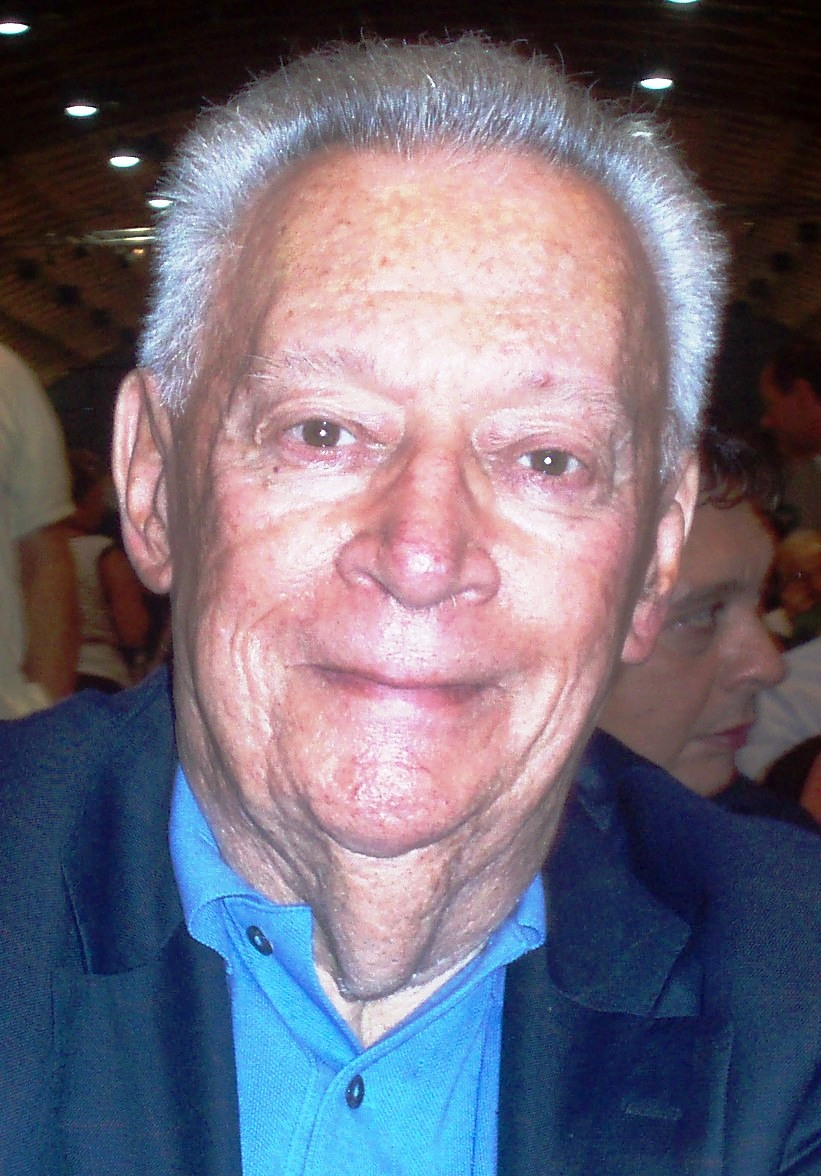
Giampaolo Pansa

In particolare per il romanzo-saggio Il sangue dei vinti, il cui argomento furono le ritorsioni e le vendette di alcuni partigiani contro i fascisti ormai sconfitti o i loro famigliari, Pansa è stato oggetto di critiche in quanto avrebbe "infangato" la Resistenza utilizzando, a detta dei detrattori, quasi esclusivamente fonti revisioniste di parte fascista accuse che Pansa ha sempre respinto con decisione.
Egli sostiene di aver utilizzato fonti di diverso colore politico e di aver spesso descritto i crimini che certi esponenti fascisti avevano commesso ai danni dei partigiani prima di essere a loro volta uccisi.
Critiche in merito alla veridicità dei racconti di Pansa sono venute anche da Lucio Villari e Giovanni De Luna nelle recensioni all'autobiografia di Pansa Il revisionista. Tali racconti sono stati considerati spesso semplicistici e fuori contesto; ma vi è stato anche chi, come Ernesto Galli della Loggia, ha giudicato positivamente il lavoro di Pansa, chiedendosi però come mai l'Italia si permetta di far luce sui crimini ignorati della sua storia solo quando sono gli intellettuali di sinistra a renderli noti al grande pubblico.
Anche lo storico Sergio Luzzatto, dopo una iniziale perplessità su Il sangue dei vinti, che comportò da parte sua anche dure prese di posizione, dichiarò in seguito che nelle sue opere «nulla si inventa» e c'è «rispetto per la storia».

#### Le foibe
Analoghe polemiche, come l'accusa di revisionismo in favore del fascismo, hanno subito per molti anni gli storici che si sono occupati, anche senza sminuire le responsabilità italiane, di raccontare i massacri delle foibe e i drammi dell'esodo istriano, per lungo tempo taciuti o minimizzati per convenienza politica con la Jugoslavia.

### Prima e Seconda guerra mondiale

#### Revisionismo sui trattati di pace
È fatto particolare riferimento in diritto internazionale alla politica estera tenuta da alcune potenze europee, vincitrici e sconfitte, che denunciavano le ingiuste clausole della pace sottoscritta a Versailles nel 1919, con particolare riferimento alla determinazione dei nuovi confini nazionali. La Germania, quale prima potenza sconfitta, contestò, specialmente con l'avvento del Nazionalsocialismo i suoi confini di fatto determinati dai vincitori.
Oggetto di contestazione furono i seguenti territori:
- Carelia: una parte dell'istmo con il Trattato di Tartu (1920) fu ceduta alla Finlandia, mentre la zona orientale divenne una repubblica autonoma dell'Unione Sovietica. Le minoranze finlandesi portarono il governo di Helsinki a rivendicare anche la parte orientale, senza tuttavia ottenere alcun risultato. Di contro le richieste sovietiche di cedere l'intera Carelia e la base militare di Hankoe scatenò la "Guerra d'inverno" 30 novembre 1939. Nonostante la strenua difesa, il governo finlandese fu costretto alla pace di Mosca e a cedere gran parte dell'istmo e Hankoe.

Ma, alleatasi con la Germania (25 giugno 1941), la Finlandia liberò i territori perduti e si prese quasi tutta la Carelia russa fino alla controffensiva sovietica della primavera del 1944.
- Cecoslovacchia: la nuova repubblica ebbe i primi attriti con la Germania nazista nel 1933 a causa della politica "pangermanica" promossa da Hitler, nello sforzo di riunire tutti i territori marginali (Rand-Gebieten) in un "Grande Reich". I monti Sudeti erano allora abitati da circa 3 milioni di Tedeschi che si erano organizzati in un partito nazista locale. La debole politica internazionale britannica ne permise l'annessione tedesca il 1º ottobre 1938, atto preliminare per l'imminente occupazione di Praga. Il 14 marzo 1939 con l'invasione della Boemia da parte dei tedeschi, la Slovacchia si dichiarò indipendente, ponendosi sotto il protettorato tedesco il 23 marzo 1939). Il nuovo Stato satellite della Germania, si estese su parte della Rutenia carpatica, annettendo 38.055 km² con una popolazione di 2.653.564 abitanti nel 1940. Il governo fantoccio sostenuto dai tedeschi fu presieduto da monsignor Jozef Tiso fino all'occupazione sovietica nel 1944.
- Lituania: indipendente dal 1918, entra subito in conflitto con la Polonia che occupa Vilnius e Hrodna. Il governo lituano di Kaunas riconobbe solo in parte l'annessione nel 1938. Nel 1939 la Lituania è costretta dalla Germania a cedere Memel ed il 28 settembre 1939, con l'assenso del governo di Berlino, è occupata ed annessa dall'Unione Sovietica.
- Rutenia subcarpatica: per un'estensione di circa km². 12.800, con lo smembramento dell'Austria-Ungheria, fu ceduta alla nuova repubblica della Cecoslovacchia, ma con l'Accordo di Monaco e le pressioni del governo tedesco nel settembre 1938 fu riconosciuta dal governo di Praga come entità politica autonoma amministrata da un "governo ruteno" con sede a Užhorod, sostenuto da ruteni filotedeschi. Il 2 novembre 1938 la parte a sud-ovest, posta tra i fiumi Už e Tibisco fu annessa dall'Ungheria, mentre il governo ruteno si trasferì a Chust. Quando i tedeschi nel marzo 1939 occupano Praga gli Ungheresi si decidono ad occupare tutta la regione il 16 marzo 1939, tenendola fino all'arrivo dei Sovietici nell'ottobre 1944.
- Transilvania: l'annessione dell'intera regione da parte della Romania, sancita dal Trattato del Trianon, fu sempre contestata dal governo ungherese. Con il secondo arbitrato di Vienna Ciano-Ribbentrop del 30 agosto 1940, la parte settentrionale con Oradea Mare e Cluj-Napoca fu annessa all'Ungheria fino alla restaurazione dei confini prebellici nel 1947.
- Schleswig: la regione baltica fu contesa tra la Germania e la Danimarca dal 1849. Annessa nella sua totalità dalla Germania dopo la campagna vittoriosa del 1864, a seguito di plebiscito la parte settentrionale tornò nel 1919 alla Danimarca. Fu nuovamente annessa dalla Germania nel 1940 fino al 1945.
- Memel (Klaipėda): nel 1919 col trattato di pace di Versailles la città ed il suo distretto è ceduta dalla Germania per circa 2657 km² ed internazionalizzata. Tuttavia, avendo una popolazione lituana, nel 1923 è occupata dalla neo repubblica di Lituania a cui viene ufficialmente riconosciuta l'8 maggio 1924. Occupata da Hitler il 23 marzo 1939 è occupata dai Sovietici nel gennaio 1945.
- Danzica: la città ed il suo distretto (1952 km²) nel 1919 divenne città libera sotto l'amministrazione della Società delle Nazioni in territorio doganale polacco. Il grave contrasto germanico-polacco per la presenza di una forte maggioranza tedesca e l'assenza di una concreto accordo per il cosiddetto "corridoio polacco" fu una delle cause della Seconda guerra mondiale.
- Posnania: (27.443 km²) apparteneva alla Prussia dal 1793 e nel corso del XIX secolo era stata pesantemente germanizzata. Il 27 dicembre 1918 fu deliberata la propria unione alla Polonia, ma presto per la presenza di forti minoranze tedesche si appuntarono le rivendicazioni di Hitler che dopo il settembre 1939 l'annetté direttamente al Reich fino al 1945.
- Malbork: la città prussiana fu data alla Polonia con il cosiddetto corridoio polacco, finché con il plebiscito cittadino del 1920 tornò alla Germania (Marienburg) fino al 1945.
- Hultschin (Hlučín): la città ed il suo distretto di 328  km² fu ceduta nel 1919 dalla Germania alla Cecoslovacchia, nonostante le contestazioni polacche, ma fu ripresa da Hitler con i Sudeti nel 1939.
- Jaworzno: il 10 agosto 1920 il distretto di Spiš fu assegnato parte alla Polonia e parte con la città alla Cecoslovacchia. Ma la Polonia ricorse alla Società delle Nazioni, non riconoscendo tale ripartizione ed ebbe l'accordo di facilitazioni economiche e di traffico sulla frontiera il 6 maggio 1924.
- Teschen (Cieszyn): la città vicina al confine polacco fu ceduta a questa dall'Austria nel 1919, facendo nascere gravi controversie con la Cecoslovacchia, finché con la "Conferenza degli ambasciatori" del 2 ottobre 1920 la città fu divisa in due parti (polacca e ceca). La Polonia, approfittando della crisi cecoslovacca la occupò totalmente il 2 ottobre 1938, ma l'anno dopo fu annessa da Hitler, finché nel 1945 si ritornò alla primitiva divisione del 1920.
- Saarland: il distretto minerario della Sarre (2567 km²), nonostante le rivendicazioni francesi, fu tolto alla Germania ed amministrato dalla Società delle Nazioni, mentre lo sfruttamento delle miniere divenne di proprietà francese. Fu stabilito di fare nel c1935 un plebiscito perché la popolazione scegliesse a quale sovranità appartenere (francese o tedesca). La consultazione popolare del 13 gennaio 1935, grazie anche all'abile propaganda nazista decretò con il 90,76% del voti favorevoli il ritorno alla Germania.
- Alsazia: annessa dalla Francia nel 1919, ebbe però un forte movimento autonomista guidato dall'abate Haegy e dal dott. Ricklin, sotto la regia di Hitler che l'invase il 15 giugno 1940, di fronte all'atteggiamento passivo della popolazione cattolica che era contraria ai governi popolari francesi. Tale rimase fino al febbraio 1945.
- Eupen e Malmedy: il piccolo distretto belga (998 km²) era stato annesso dalla Prussia nel 1815 ed assegnato poi al Belgio per motivi militari nel 1920. Ma le mire revisionistiche di Hitler portarono nel 1940 alla sua annessione al Reich con l'adiacente territorio di Moresnet in amministrazione autonoma belga (5,5 km²) fino al 1945.
- Tracia: annessa nel 1913 dalla Bulgaria ad ovest della Marica e ad est del Mesta, con parte della costa del Mar Nero presso Malko Tirnovo, nel 1919 la parte costiera è ceduta alla Grecia, finché nel 1941 la Bulgaria la rioccupa fino al 1945.
- Dobrugia: contestata sin dal 1878 tra la Romania e la Bulgaria, con il Trattato di Bucarest del 1913 fu divisa tra i due regni e il confine fu confermato dal Trattato di Neuilly del novembre 1919. Tuttavia la Bulgaria continuò a rivendicarne l'intera parte meridionale essendovi una maggioranza bulgara. Con il Trattato di Craiova del 7 settembre 1940, appoggiando la politica revisionista dell'Asse ottiene dalla Romania il cosiddetto "Quadrilatero" fino al 10 febbraio 1947.

#### Revisionismo della seconda guerra mondiale e sul nazismo
Particolare posto nell'ambito del revisionismo scientifico a causa della sua contiguità con varie forme di negazionismo e giustificazionismo è quello che riguarda le origini politiche della Seconda guerra mondiale e le sue conseguenze.

##### Responsabilità della guerra
Alcuni storici revisionisti, ad esempio Charles A. Beard, sostengono che gli Stati Uniti siano in parte colpevoli di aver causato il conflitto per l'eccessiva pressione sul Giappone nel 1940-41 e per la mancata ricerca di compromessi.
Il politico statunitense Patrick Buchanan ha sostenuto che la garanzia franco-britannica di difendere la Polonia dall'espansionismo tedesco abbia incoraggiato il governo polacco a non cercare un compromesso sulla questione di Danzica, sebbene Francia e Inghilterra non fossero in grado di soccorrere la Polonia e il governo tedesco avesse proposto in cambio un'alleanza tra Berlino e Varsavia all'interno del Patto Anticomintern. Buchanan afferma che in tal modo una disputa di confini sia stata trasformata in un catastrofico conflitto mondiale, col risultato di consegnare l'Europa Orientale, Polonia inclusa, alla Russia stalinista.

##### Processo di Norimberga
I processi di Norimberga sono spesso stati sottoposti a critica. Alcuni revisionisti discutono le basi giuridiche di tali processi e la loro legittimità procedurale. Altri invece si concentrano su aspetti come il fatto che i vincitori avrebbero, a loro avviso, commesso crimini paragonabili (se non maggiori, per la pura quantità numerica) a quelli degli sconfitti (come i gulag sovietici, i massacri di prigionieri di guerra e l'averli privati di cibo, i bombardamenti indiscriminati sui civili, l'utilizzo di bombe atomiche e l'invasione di stati filotedeschi neutrali).

##### Revisionismo e Shoah

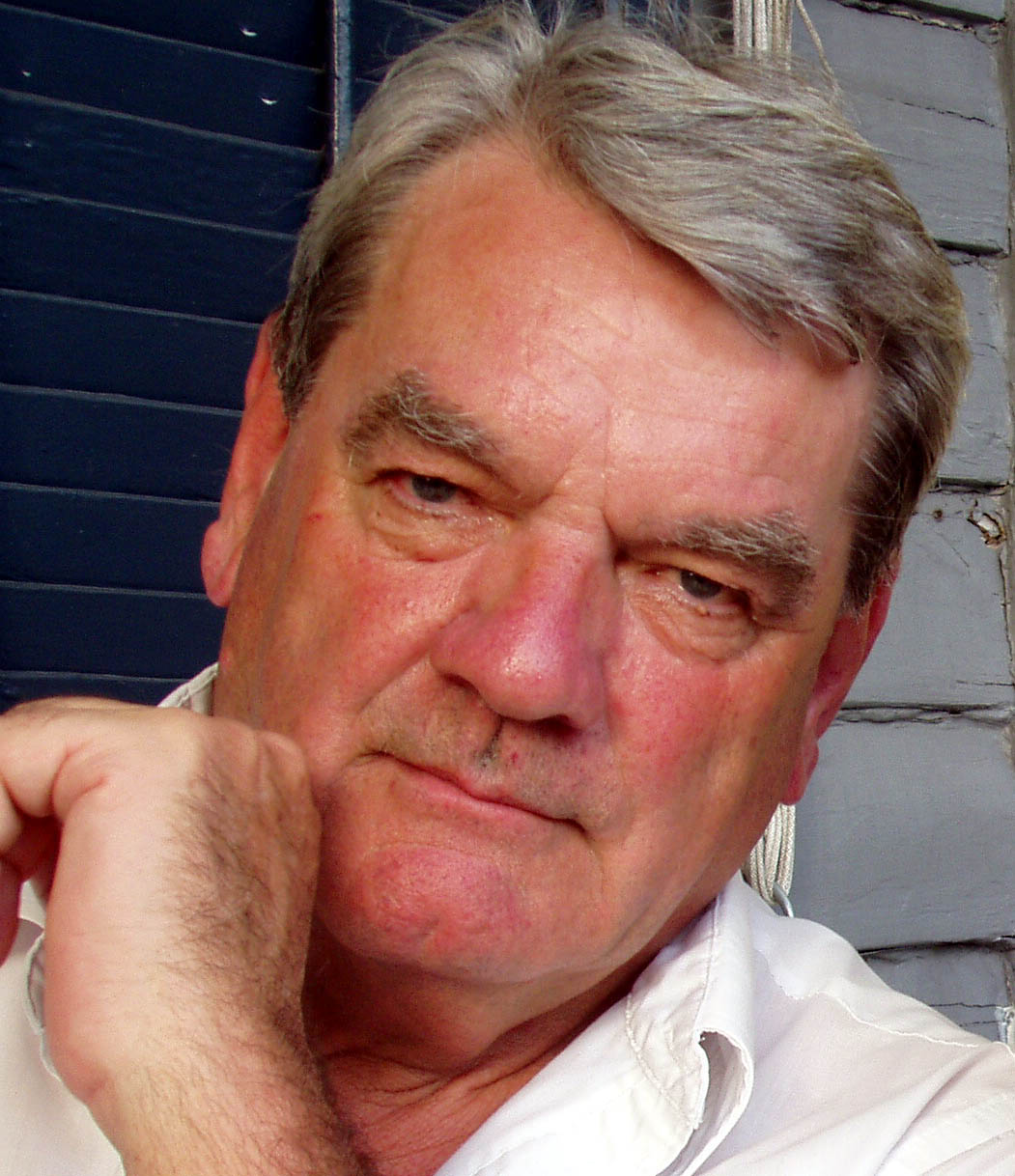
David Irving

Revisionismo sull'Olocausto è la definizione che alcuni esponenti del negazionismo dell'Olocausto hanno attribuito alle proprie teorie, i cui sostenitori (fra essi David Irving e Carlo Mattogno) spesso reclamano per sé la definizione di "storici revisionisti". In realtà (come osserva lo storico Claudio Vercelli) l'«autoappropriazione», da parte dei negazionisti, «del termine "revisionismo" viene fortemente contestata dalla comunità scientifica, che vede in essa un tentativo di occultare, dietro una parola di uso corrente in ambito storiografico, un'operazione di ben diverso costrutto, poiché scientificamente infondata, politicamente indirizzata e moralmente inaccettabile. Il termine "negazionista", in genere non accetto dai negazionisti medesimi, che ne colgono le implicazioni delegittimanti, è invece quello propriamente usato dagli studi storici per definire le condotte che, sotto la parvenza di un'elaborazione critica della rilettura delle fonti, rivelano da subito un intendimento dichiaratamente ideologico, volto a stravolgerne il senso ultimo, sostituendolo con un orizzonte di significati destituito di fondamento fattuale».

##### Resistenza ucraina all'Armata Rossa
Oggetto di controversie, causa collaborazionismo con i tedeschi contro l'Armata Rossa, sono state le attività dell'Esercito insurrezionale ucraino di Stepan Bandera, recentemente rivalutate in funzione anti-russa, specialmente a partire dal 2004. Giù dopo l'indipendenza dall'URSS nel 1991, l'Ucraina tentò di riabilitare i membri della UPA considerandoli legittimi combattenti. Numerose correnti di pensiero, anche non politiche, hanno rivalutato l'opposizione e la resistenza opposta dai nazionalisti alla superpotenza confinante.

### Comunismo, URSS e Stalin

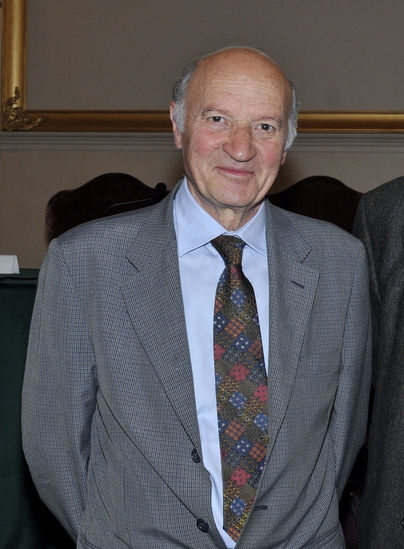
Domenico Losurdo

In ambito politico stalinista è stato chiamato antirevisionismo l'opposizione al revisionismo del marxismo e alle sue derivazioni, sostenendo che il vero revisionismo sia quello degli antistalinisti. Questo ha influito anche in ambito storico, sebbene oggi si definiscano revisionisti molti neostalinisti, contrari al revisionismo politico ma favorevoli al revisionismo della storiografia maggioritaria, che ha definito quello di Iosif Stalin come un governo dittatoriale e personale.
Quest'ultimi affermano che l'Unione Sovietica di Stalin realizzasse nel modo più corretto ed efficace le idee di Marx, Engels e Lenin (dittatura del proletariato al fine di costruire il comunismo), in quanto tra gli anni venti e cinquanta quel paese mantenne un elevato tasso di crescita economica, trasformandosi da stato feudale agricolo in una superpotenza mondiale.
Ipotizzano, che se l'Unione Sovietica avesse continuato a seguire la politica stalinista, da essi indicata come una politica di emergenza e di lotta contro numerosi nemici interni ed esterni e non come politica paranoica e dittatoriale (come descritta di Nikita Kruscev) sarebbe stata in grado anche di realizzare un comunismo prospero. Per questa ragione le successive "revisioni" del sistema sovietico sono, per loro, ingiustificate ed all'origine del declino del regime di quel paese e di tutti i suoi stati satelliti. Studi revisionisti sul socialismo stalinista sono stati condotti da Ludo Martens (antirevisionista politico e revisionista storico), ma anche da Giorgio Galli e Domenico Losurdo.

### Guerre arabo-israeliane

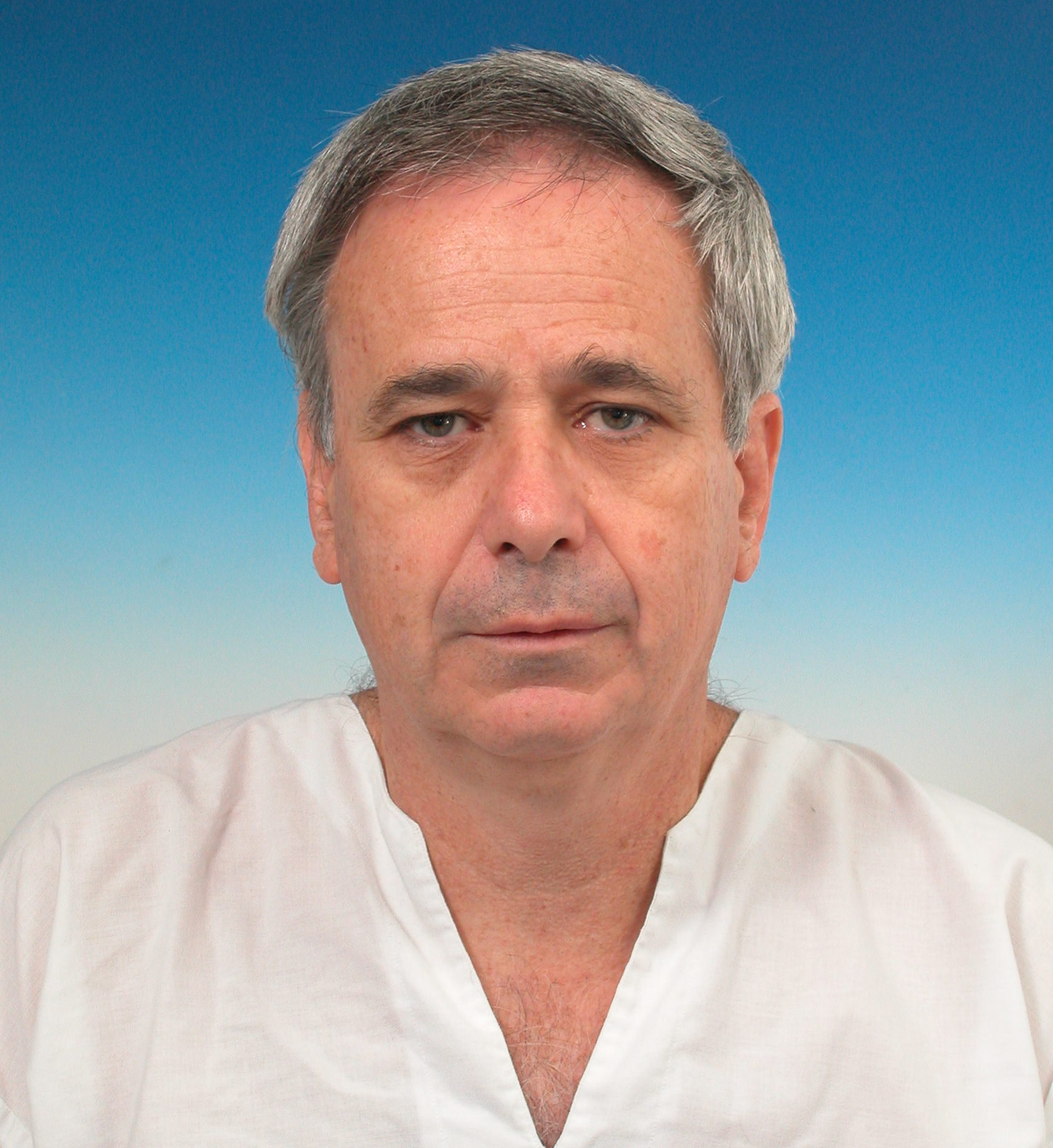
Ilan Pappé

Secondo la Nuova storiografia israeliana (Simha Flapan, Benny Morris, Avi Shlaim, Tom Segev, Zeev Sternhell, Ilan Pappé e altri) – che ha cominciato a esprimersi dopo la cosiddetta Operazione Pace in Galilea del 1982 – è totalmente non documentata l'affermazione israeliana che centinaia di migliaia di Palestinesi avrebbero abbandonato le loro terre e le loro case nel 1948-49, a ciò spinti dalle esortazioni e disposizioni date in tal senso dagli alti comandi arabi (Muftī di Gerusalemme Amīn al-Husaynī e Alto Comitato Arabo in Palestina).
L'apertura degli archivi militari israeliani e il materiale degli anni quaranta, diventato quasi interamente consultabile, avvalorano tale intento storiografico, dimostrando il coinvolgimento dei quadri organizzativi dei gruppi terroristici sionisti, come Irgun.

### Augusto Pinochet
In Cile, e non solo, si è diffusa una corrente revisionista sul periodo del regime militare, ossia la dittatura del generale Augusto Pinochet (1973-1990). I cileni stessi rimangono divisi tra quanti vedono in lui un brutale dittatore, che pose fine al governo democratico di Salvador Allende e guidò un regime caratterizzato da violente repressioni, e quanti affermano che egli abbia evitato al Paese una deriva verso il comunismo e guidato la trasformazione dell'economia cilena in un'economia moderna. Anche se vi è un crescente riconoscimento della innegabile violenza del suo regime, i revisionisti (e i sostenitori di Pinochet) giustificano ciò nel contesto della crescente violenza nella società cilena provocata dai gruppi politici armati rivoluzionari nel decennio che precedette il colpo di Stato.
I revisionisti su Pinochet affermano in particolare che:
- furono i gruppi paramilitari e semi-terroristici di ispirazione marxista-leninista, come il MIR, che appoggiavano il governo Allende, a portare la violenza politica nella democrazia cilena, istigati da Fidel Castro e dal KGB; così come gli altri alleati del Partito Socialista, ossia i comunisti del PCC, volevano instaurare un regime filosovietico tramite un "auto-golpe"[54], come sostenuto da Patricio Aylwin[55]
- Pinochet fu convinto e costretto a intervenire su richiesta del Parlamento (e difatti lasciò il potere spontaneamente col plebiscito cileno del 1988), in seguito alla violazione costituzionale di Allende, che avrebbe condotto il paese sulla via della dittatura comunista[56]
- molti dei morti e desaparecidos (circa 3200), specie nel periodo tra il golpe cileno del 1973 e il 1980, furono vittime di scontri in stile guerra civile tra militari e guerriglieri guevaristi (anche l'esercito avrebbe avuto i suoi caduti), non di repressione o esecuzione extragiudiziale da parte dei militari
- si faccia confusione voluta con la dittatura militare argentina
- Pinochet non ordinò mai la tortura di innocenti (condannata comunque da molti revisionisti[57]), ma questa responsabilità ricadrebbe su militari come Manuel Contreras (Pinochet si sarebbe occupato solo del governo, non di azioni dirette di polizia) e su eccessi dei soldati stessi; questa fu una delle giustificazioni addotte dallo stesso ex dittatore[58]
- le vittime dirette di Pinochet sarebbero state, salvo eccezioni, solo terroristi e militanti armati di ispirazione comunista, mentre le vite delle persone comuni non avrebbero subito alcun danno[59]
- le politiche economiche di Pinochet, ispirate alle idee di Milton Friedman, avrebbero favorito il miracolo del Cile, che oggi è il paese sudamericano più ricco e simile negli standard di vita ai paesi con PIL più elevato (come gli Stati Uniti o l'Europa)[60]

Pinochet venne sostenuto e difeso anche da politici ed esponenti liberaldemocratici contemporanei (come Margaret Thatcher o Friedrich von Hayek), che giustificarono il suo governo come "emergenziale" anche dopo la sua caduta.
Nel 2012 il governo liberal-conservatore cileno di Sebastián Piñera (fratello di José Piñera, ex Ministro liberista di Pinochet), benché sia un governo democratico e rispettoso dei diritti civili, è stato accusato di promuovere il revisionismo storiografico esplicito e il negazionismo nei confronti della dittatura pinochetista, negli anni precedenti (1990-2010) sottoposta a dura critica: in particolare il Ministero dell'Istruzione ha ordinato di cancellare la parola "dittatura" per descrivere il periodo di Pinochet nei libri di scuola elementare.